# Odiellus
Odiellus – rodzaj kosarzy z podrzędu Eupnoi i rodziny Phalangiidae.

## Opis
Przedstawiciele rodzaju mają uda nogogłaszczków opatrzono kolcami lub zębami po stronie brzusznej, a uda i golenie odnóży krocznych owłosione i pozbawione ząbków czy kolców.

## Występowanie
Przedstawiciele rodzaju zamieszkują Eurazję, Afrykę oraz Amerykę Północną.

## Systematyka
Opisano dotąd 17 gatunków kosarzy z tego rodzaju:
- Odiellus aspersus (Karsch, 1881)
- Odiellus brevispina (Simon, 1879)
- Odiellus duriusculus (Simon, 1879)
- Odiellus granulatus (Canestrini, 1871)
- Odiellus lendlei (Sørensen, 1894)
- Odiellus meadii (O. Pickard-Cambridge, 1890)
- Odiellus nubivagus Crosby & Bishop, 1924
- Odiellus pictus (Wood, 1879)
- Odiellus poleneci Hadzi, 1973
- Odiellus remyi (Doleschall, 1852)
- Odiellus seoanei (Simon, 1879)
- Odiellus signatus (Roewer, 1957)
- Odiellus simplicipes (Simon, 1879)
- Odiellus spinosus (Bosc, 1792)
- Odiellus sublaevis Caporiacco, 1940
- Odiellus troguloides (Lucas, 1847)
- Odiellus zecariensis Mkheidze, 1952